# Fornaka
Fornaka (en arabe : فرناكة, en tamazight : ⴼⵓⵔⵏⴰⴽⴰ)  est une commune côtière de la wilaya de Mostaganem en Algérie.

## Géographie
Fornaka est située à 27 km de Mostaganem et à 60 km d'Oran.
| Mer Méditerranée  | Stidia           | Aïn Nouïssy |
| Marsat El Hadjadj | Fornaka          | El Hassiane |
| Sabkha            | Sidi Abdelmoumen | El Ghomri   |

Origine : Une légende locale raconte que le nom "Fornaka" viendrait de Fornak, fils du roi amazigh d'Arzew. Le nom "Fornaka" pourrait ainsi dériver d'une tradition amazighe ou du nom de ce prince. À l’origine rattachée à la commune mixte de L'Hillil, Fornaka est devenue une commune à part entière en 1984.

### Routes
La commune de Fornaka est desservie par plusieurs routes nationales et départementales :
- Route nationale 11: RN11 (Route d'Oran).
- Route nationale 17 A  (de Fornaka vers Mohammadia)
- Route nationale 17 AB (de Fornaka  vers Sirat)
- Route Wilaya 24 (de Fornaka vers Stidia et vers Ain-nouissi)

### Plages
La plage de Sidi Mansour doit son nom à un saint personnage de la région. Celle-ci accueille annuellement beaucoup de visiteurs, habitants des alentours et des touristes. La plage de la Mactaa est également un lieu touristique. 

## Histoire
Anciennement peuplée par les musulmans andalous expulsés d'Espagne au XVIe siècle, Fornaka est mentionnée dans les manuscrits arabes comme FOM AL BAHR= la bouche de la mer. 
Le village colonial de Fornaka a été créé en 1888 et à l'origine peuplé principalement par des familles de colons venant de Noisy-les-Bains (Aïn Nouissy) et La Stidia.
Fornaka faisait partie territorialement de Stidia jusqu'en 1984, date de son accession au rang commune.
Le nom de la ville viendrait d'une légende berbère mettant en scène le roi d'Arzew et ses deux fils Fornak et Aghbal. La référence vient d'un recueil de récits et mythes oraux provenant des habitants de Bethioua et publié dans la Revue africaine de 1910 par la Société géographique algérienne.

## Administration
| Période                                  | Période | Identité           | Étiquette | Qualité |
| ---------------------------------------- | ------- | ------------------ | --------- | ------- |
| 1980                                     | 1985    | Mohamed Zerga      | FLN       |         |
| 1985                                     | 1990    | Chenine Djilali    | FLN       |         |
| 1990                                     | 1992    | Abdelkader Kerroum |           |         |
| 1993                                     | 2002    | Charef Kaid        | RND       |         |
| 2002                                     | 2007    | Mohamed Zerga      | PNSD      |         |
| 2007                                     | 2012    | Abdelkader Hassoun | FLN       |         |
| 2012                                     | 2017    | Abdelkader Hassoun | RND       |         |
| 2017                                     | 2021    | Alloucha Mohamed   | MEN       |         |
| 2021                                     | 2026    | Mabrek Cheikh      | MEN       |         |
| Les données manquantes sont à compléter. |         |                    |           |         |

## Démographie
Selon le recensement général de la population et de l'habitat de 2008, la population de la commune de Fornaka est évaluée à 16 543 habitants contre 14 371 en 1998.